# Hyundai Sonata
Hyundai Sonata je automobil južnokorejskog proizvođača Hyundai i proizvodi se od 1987. – 2010. godine.

## Prva generacija
Prva generacija se proizvodio od 1987. – 1993. godine. 

### Motori
- 1.8 L, 70 kW (95 KS)
- 2.0 L, 75 kW (102 KS)
- 2.0 L, 96 kW (131 KS)
- 2.4 L, 84 kW (114 KS)
- 3.0 L, 107 kW (146 KS)

## Druga generacija
Druga generacija se proizvodio od 1993. – 1998. godine. Facelifting je bio 1996. godine.

### Motori
- 1.8 L, 63 kW (86 KS)
- 1.8 L, 72 kW (98 KS)
- 2.0 L, 70 kW (95 KS)
- 2.0 L, 77 kW (105 KS)
- 2.0 L, 92 kW (125 KS)
- 2.0 L, 102 kW (139 KS)
- 3.0 L, 107 kW (146 KS)

## Treća generacija
Treća generacija, se proizvodio od 1998. – 2005. godine. Facelifting je bio 2001. godine.

### Motori
- 1.8 L, 97 kW (132 KS)
- 2.0 L, 100 kW (136 KS)
- 2.4 L, 107 kW (146 KS)
- 2.5 L, 118 kW (160 KS)
- 2.7 L, 131 kW (178 KS)

## Četvrta generacija
Četvrta generacija,proizvodio se od 2005. – 2010. godine. 

### Motori
- 2.0 L, 106 kW (144 KS)
- 2.0 L, 121 kW (165 KS)
- 2.4 L, 122 kW (166 KS)
- 2.4 L, 130 kW (177 KS)
- 3.3 L, 173 kW (235 KS)
- 3.3 L, 184 kW (250 KS)
- 2.0 L turbo dizel, 103 kW (140 KS)
- 2.0 L turbo dizel, 110 kW (150 KS)